# Erdbeben in Mexiko am 19. September 2017

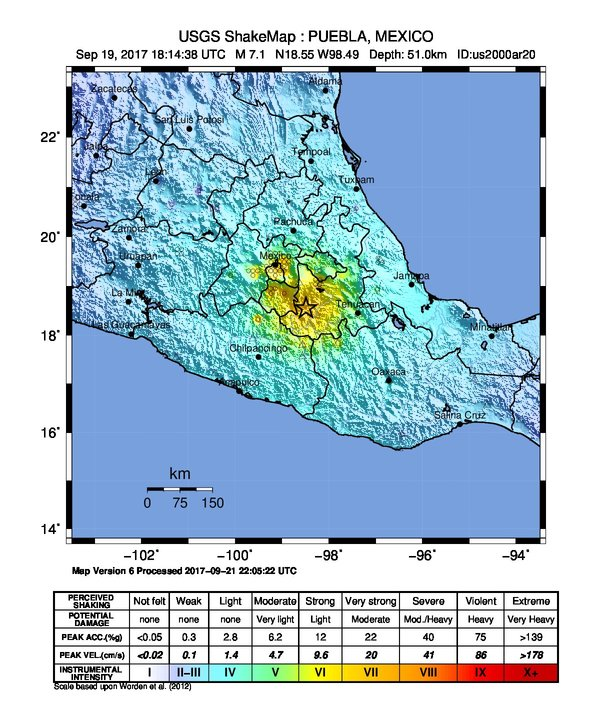
Oberflächenintensität

Das Erdbeben in Mexiko am 19. September 2017 erschütterte das Land um 13:14 Uhr Ortszeit mit einer Magnitude von 7,1 und hatte sein Zentrum im Bundesstaat Puebla circa 120 Kilometer südöstlich von Mexiko-Stadt. Es ereignete sich am Jahrestag des großen Erdbebens von 1985, welches mit circa 10.000 Todesopfern das Beben mit den meisten Todesopfern in Mexiko ist.

## Tektonischer Hintergrund
Mexiko liegt in einer seismisch sehr aktiven Region, da sich hier im Mittelamerikagraben die Cocosplatte mit einer Geschwindigkeit von etwa 7,6 cm pro Jahr unter die Nordamerikanische Platte schiebt, welche den größten Teil der Landmasse Mexikos ausmacht. Da diese Unterschiebung der Cocosplatte vom Pazifik aus gesehen zunächst sehr flach geschieht, kommt es häufig zu sogenannten Intraplattenbeben, also Beben innerhalb der Cocosplatte. Ein solches war auch das Erdbeben am 19. September, was erklärt, weshalb sein Epizentrum nicht am Plattenrand, sondern im Zentrum Mexikos lag. Es war nach dem Erdbeben am 8. September 2017 das zweite starke Erdbeben in Mexiko innerhalb von nur zwölf Tagen, allerdings gehen Seismologen davon aus, dass es sich nicht um ein Nachbeben handelt. Dazu seien die Hypozentren mit einer Entfernung von 640 Kilometer zu weit voneinander entfernt. Man vermutet jedoch, dass die durch das vorangegangene Erdbeben ausgelösten Spannungsänderungen im Untergrund das Erdbeben vom 19. September ausgelöst haben könnten.

## Verlauf des Bebens
Nach Angaben des mexikanischen nationalen Erdbebendienstes Servicio Sismológico Nacional (SSN) wurde das Beben um 13:14:40 mit einer Magnitude von 7,1 registriert. Das Epizentrum lag 12 Kilometer südöstlich der Stadt Axochiapan und das Hypozentrum in einer Tiefe von 57 Kilometer. Die US-amerikanische Agentur USGS verortet das Zentrum etwa 10 Kilometer weiter nordöstlich und in einer Tiefe von 51 Kilometer. Im Tal von Mexiko wurde an einer Messstation eine Spitzenbodenbeschleunigung von 112 cm/s2 gemessen.
In Mexiko wurde seit 1985 das weltweit erste Erdbebenfrühwarnsystem, das Sistema de Alerta Sísmica Mexicano (SASMEX) entwickelt. Dieses löste in der Hauptstadt 20 Sekunden vor den ersten S-Wellen Erdbebenalarm aus. Dieser Alarm und die Vorwarnzeit retteten vermutlich tausenden von Menschen das Leben. Es wurden bis 21. September mehr als elf Nachbeben registriert, das stärkste davon erreichte die Magnitude 4,9.

## Schäden und Opfer

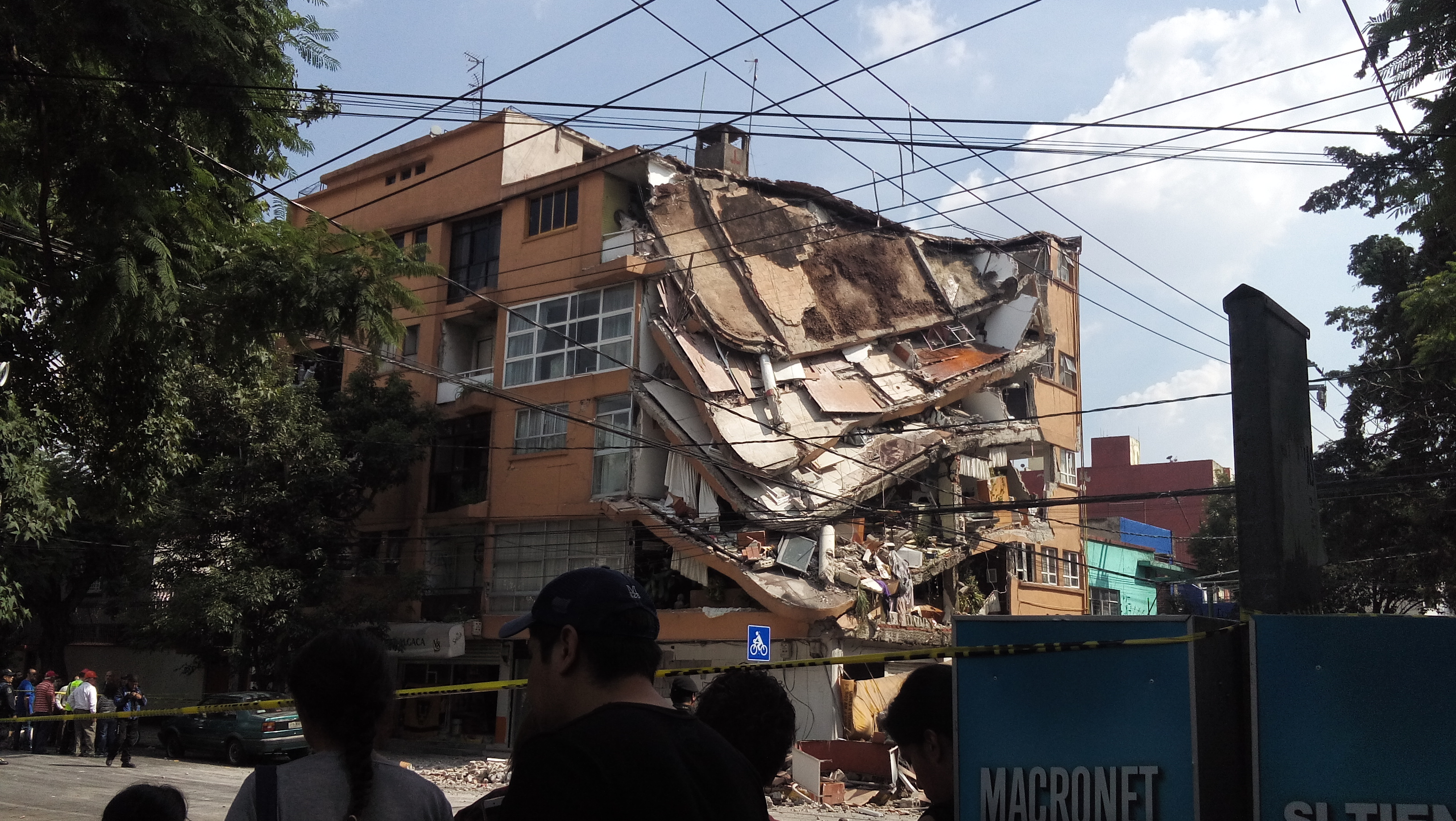
Teilweise eingestürztes Gebäude in Mexiko-Stadt

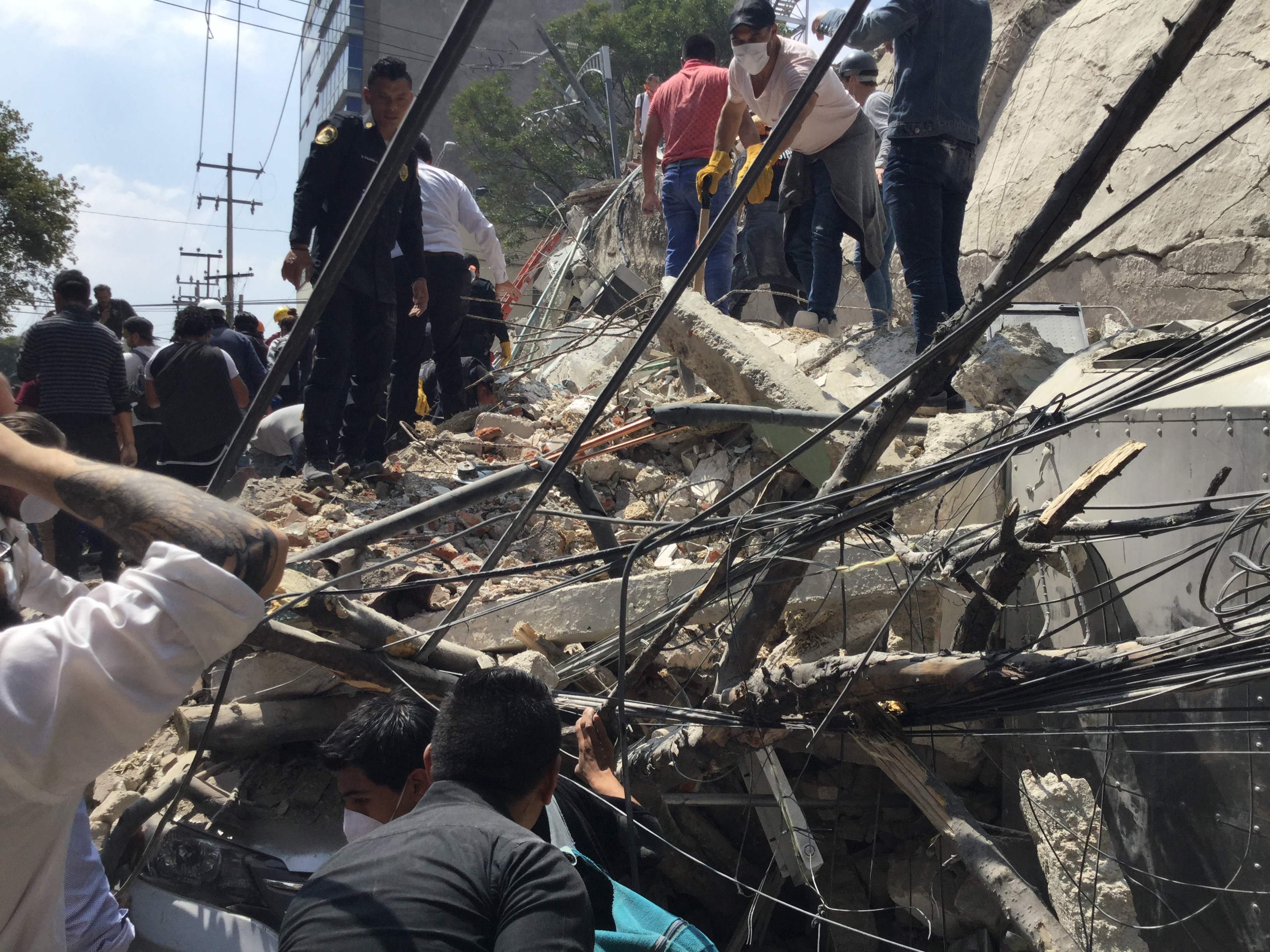
Aufräumarbeiten in Mexiko-Stadt

| Bundesstaat        | Tote | Quelle |
| ------------------ | ---- | ------ |
| Mexiko-Stadt       | 228  | [ 9 ]  |
| Morelos            | 74   | [ 9 ]  |
| Puebla             | 45   | [ 9 ]  |
| Bundesstaat México | 15   | [ 9 ]  |
| Guerrero           | 6    | [ 9 ]  |
| Oaxaca             | 1    | [ 9 ]  |

Anlässlich des 32. Jahrestages des großen Erdbebens von 1985 fanden etwa zwei Stunden vor dem Beben im ganzen Land zahlreiche Katastrophenschutzübungen statt.
Dutzende Häuser stürzten ein, mindestens 40 alleine in Mexiko-Stadt, darunter auch eine Schule. Viele der eingestürzten Gebäude stammten aus der Zeit vor 1985, da seither strengere Regelungen für erdbebensicheres Bauen erlassen worden sind. Rettungsmannschaften suchten die Nacht hindurch nach Überlebenden, das Militär unterstützt die Such- und Bergungsaktionen mit über 3000 Soldaten. Wie 1985 war auch diesmal die Solidarität in der Bevölkerung groß, Zivilisten unterstützten die Bergungsmannschaften und spendeten Kleidung, Essen, Medikamente und Trinkwasser. In den ersten 72 Stunden nach dem Beben konnten in Mexiko-Stadt rund 50 Menschen aus eingestürzten Gebäuden gerettet werden.
Der Flugverkehr am Flughafen wurde vorübergehend eingestellt und seine Gebäude auf Schäden untersucht. Beschädigte Krankenhäuser wurden evakuiert. Der Unterricht an Schulen und an der Universität fiel vorläufig aus. Laut Comisión Federal de Electricidad waren etwa 4,8 Millionen Menschen vorübergehend ohne Strom, innerhalb von zwei Tagen konnten 95 % dieser Ausfälle wieder behoben werden.
Mehrere Staaten schickten Teams und Spezialisten – teilweise mit Suchhunden – zur Unterstützung der Bergungsarbeiten sowie medizinisches Personal, unter anderem die USA, Japan, Israel, Deutschland, die Schweiz, und einige lateinamerikanische Länder. Die EU, der Vatikan und einzelne Länder spendeten Geld bzw. Sachspenden.
Luis Felipe Puente, der Leiter des mexikanischen Zivilschutzes, teilte am 4. Oktober mit, dass 369 Menschen Opfer des Erdbebens geworden seien und keine Personen mehr als vermisst gemeldet seien. Nach Angaben des mexikanischen Innenministeriums wurden über 8000 durch das Erdbeben Verletzte in Gesundheitseinrichtungen behandelt. In 84 temporären Notunterkünften wurden über 5000 obdachlos gewordene Menschen untergebracht. Insgesamt konnten 69 Menschen lebend aus den Trümmern gerettet werden.